# Bruno Monti (calciatore)
Bruno Monti (Thiene, 9 gennaio 1915 – Thiene, 19 luglio 1977) è stato un calciatore italiano, di ruolo portiere.

## Carriera
In gioventù militò nel Thiene. Giocò due stagioni in Serie A con le maglie di Bari e Modena.